# Eduardo Simone
Eduardo Simone (Buenos Aires, 16 de octubre de 1974) es un exjugador argentino de rugby, surgido en el Liceo Naval (Club) que se desempeñaba como centro. Actualmente es un periodista deportivo sobre rugby de la cadena ESPN.

## Selección nacional
Fue convocado a los Pumas por primera vez en 1996 y jugó en ellos hasta 2002. En total disputó 36 partidos y marcó 9 tries (45 puntos).

### Participaciones en la Copa del Mundo
Disputó un mundial; el de Gales 1999 donde los Pumas inauguró el mundial ante los Dragones rojos, siendo derrotada 23-18. Argentina saldría calificado mejor tercero en la fase de grupos, superando por primera vez dicha etapa y debería jugar un play-off contra Irlanda para clasificar a cuartos de final; los pumas triunfarían 24-28 con un try de Diego Albanese luego de un pase de Simone y más tarde serían eliminados del mundial por Les Blues.
| Mundial                       | Sede  | Resultado        | PJ | Tries |
| ----------------------------- | ----- | ---------------- | -- | ----- |
| Copa Mundial de Rugby de 1999 | Gales | Cuartos de final | 5  | 0     |

También disputó un mundial de Seven; el de Hong Kong 1997. Jugó 5 partidos, y el equipo quedó en la posición 13º, luego de perder en cuartos de final de plata.

## Palmarés
- Campeón del Torneo Sudamericano de 2002.